# Johannes Wahono
Johannes Wahono est un artiste peintre, illustrateur et caricaturiste néo-calédonien d'origine indonésienne. Il est né en 1960  à Nouméa. Il est connu d'une part pour ses dessins de presse dans le journal Les Nouvelles calédoniennes à partir des années 1980 jusqu'aux années 2000, et d'autre part pour ses tableaux figuratifs représentant la brousse calédonienne où il a passé une partie de son enfance,,,.